# Miss Rusia 2017
Miss Rusia 2017 fue la 25.ª edición del certamen Miss Rusia, cuya final se llevó a cabo el sábado 15 de abril de 2017 en la Sala de Conciertos del Barvikha Luxury Village en Moscú. Cincuenta candidatas de diversas regiones de Rusia compitieron por la corona. Yana Dobrovolskaya de Tyumen coronó a sucesora, Polina Popova del óblast de Sverdlovsk, al final del evento. El evento estuvo animado por la Miss Rusia 2003 Victoria Lopyreva y Maxim Privalov, y amenizada por Elka, Stas Piekha, Nyusha, Ani Lorak, y Dmitry Malikov.

## Resultados
| Resultados                                   | Contestant |
| -------------------------------------------- | --- |
| Miss Rusia 2017 (Miss Mundo Russia 2017)     | - Óblast de Sverdlovsk - Polina Popova |
| Primera finalista (Miss Universo Rusia 2017) | - Moscú - Ksenia Aleksandrova † |
| Segunda finalista                            | - Baskortostán - Albina Akhtyamova |
| Semifinalistas                               | - Yakutia - Anzhelika Nazarova - Bélgorod - Maria Morozova - Cheliábinsk - Anna Khlyzova - Kaluga - Maria Bogomazova - Krai de Krasnoyarsk - Anastasia Yakusheva - Óblast de Moscú - Olga Nikolayeva - Vladivostok - Liya Selivanova - Yakutia - Anzhelika Nazarova                                                                              |
| Cuartofinalistas                             | - Chuvasia - Anna Antonova - Ekaterimburgo - Elizaveta Anikhovskaya - Mozhaisk - Anastasia Gevko - Novosibirsk - Lydia Molodtsova - Óblast de Sajalín - Ksenia Azarova - Orsk - Margarita Khokhlova - San Petersburgo - Alesya Semerenko - Sérguiev Posad - Lina Dobrorodnova - Tartaristán - Zulfiya Sharafeyeva - Vologda - Elizaveta Tokareva |

## Premiación Especial
| Premio   | Candidata                        |
| Women.ru | - Novosibirsk - Lydia Molodtsova |

## Candidatas
| N.º | Representación       | Nombre                 | Edad |
| --- | -------------------- | ---------------------- | ---- |
| 1   | Berezovsky           | Elizaveta Savicheva    | 20   |
| 2   | Cheliábinsk          | Anna Khlyzova          | 19   |
| 3   | Tyumen               | Roya Bayramova         | 22   |
| 4   | Chita                | Ekaterina Gorkovenko   | 22   |
| 5   | Kalmukia             | Dayana Kostikova       | 19   |
| 6   | Vladivostok          | Liya Selivanova        | 22   |
| 7   | Chuvashia            | Anna Antonova          | 19   |
| 8   | Ekaterinburgo        | Elizaveta Anikhovskaya | 19   |
| 9   | Buryatia             | Anastasia Danilenko    | 22   |
| 10  | Khabarovsk           | Ksenia Novachuk        | 22   |
| 11  | Óblast de Tver       | Alexandra Selts        | 18   |
| 12  | Orsk                 | Margarita Khokhlova    | 21   |
| 13  | Volgodonsk           | Tatyana Frolova        | 20   |
| 14  | Novorossiysk         | Viktoria Kosenko       | 20   |
| 15  | Irkutsk              | Olga Portnova          | 21   |
| 16  | Zhukovski            | Maria Evdokimova       | 23   |
| 17  | Tatarstan            | Zulfiya Sharafeyeva    | 22   |
| 18  | Saratov              | Anastasia Ammosova     | 18   |
| 19  | Belgorod             | Maria Morozova         | 19   |
| 20  | Udmurtia             | Yulia Ermolina         | 21   |
| 21  | Kaluga               | Maria Bogomazova       | 21   |
| 22  | Krai de Primorie     | Anastasia Aleksandrova | 23   |
| 23  | Novosibirsk          | Lydia Molodtsova       | 20   |
| 24  | Bashkortostan        | Albina Akhtyamova      | 22   |
| 25  | Sergiev Posad        | Lina Dobrorodnova      | 18   |
| 26  | Anapa                | Anastasia Tolstaya     | 21   |
| 27  | Óblast de Sajalín    | Ksenia Azarova         | 23   |
| 28  | Novocheboksarsk      | Kristina Andreyeva     | 23   |
| 29  | Krai de Krasnoyarsk  | Anastasia Yakusheva    | 19   |
| 30  | Vologda              | Elizaveta Tokareva     | 20   |
| 31  | Simferopol           | Evgenia Pokrovskaya    | 20   |
| 32  | Yakutia              | Anzhelika Nazarova     | 21   |
| 33  | Óblast de Sverdlovsk | Polina Popova          | 21   |
| 34  | Bajchisarái          | Viktoria Zabiyako      | 20   |
| 35  | Mozhaysk             | Anastasia Gevko        | 21   |
| 36  | Lyubertsy            | Natalya Grishchenko    | 21   |
| 37  | Novokuznetsk         | Nadezhda Prokofiyeva   | 21   |
| 38  | Ryazan               | Maria Kuzina           | 21   |
| 39  | República de Crimea  | Evgenia Shesterikova   | 19   |
| 40  | Syktyvkar            | Lyubov Varpiotas       | 21   |
| 41  | Kazán                | Kamilya Kharisova      | 20   |
| 42  | Moscú                | Ksenia Aleksandrova    | 22   |
| 43  | San Petersburgo      | Alesya Semerenko       | 22   |
| 44  | Belebey              | Maria Mashkova         | 22   |
| 45  | Samara               | Ksenia Yashkina        | 20   |
| 46  | Cheboksary           | Anastasia Ryzhkova     | 20   |
| 47  | Óblast de Moscú      | Olga Nikolayeva        | 18   |
| 48  | Tver                 | Anastasia Kozlova      | 19   |
| 49  | Tambov               | Veronika Emelyanova    | 20   |
| 50  | Velikiy Novgorod     | Alesya Shofman         | 18   |